# Torsten Rapp
Torsten Rapp, švedski vojaški pilot in general, * 1905, † 1993.
Rapp je bil načelnik generalštaba Švedskih letalskih sil (1942-1954) in vrhovni poveljnik Švedskih oboroženih sil (1961-1970).